# Торањ за хлађење
Торањ за хлађење или расхладна кула је испарни хладњак који се користи за хлађење воде или другог радног медија на температуру околног ваздуха. Ове куле користе испаравање воде како би смањиле температуру система. Обично се користе у рафинеријама, хемијским електранама, нуклеарним електранама итд. Куле могу бити различитих величина и облика, од малих димњака на кућама па све до хиперболоидних кула, које могу да буду високе и до 200 , са пречником и до 100 , или пак правоугаоног облика, које могу бити висине до 40  и дужине до 80 .
Када електрана не би имала торањ за хлађење, морала би да располаже са око 100.000 кубних метара воде на сат, и та количина воде би морала да се континуално враћа у океан, језеро или реку, одакле се вода узима. Овакав принцип рада, без расхладне куле, може временом довести до повећања температуре реке или језера, што би довело до великог поремећаја локалног екосистема и животне средине. Расхладна кула омогућава дисипацију одређене количине топлоте у атмосферу, где се помоћу ветра и ваздуха шири у много већој запремини него што топла вода може да расподели у унутрашњости саме водене масе из које је првобитно узета.
Расхладни торњеви варирају по величини од малих јединица на крову до веома великих хиперболоидних структура које могу бити високи до 200 m (660 ft) и пречника 100 m (330 ft), или правоугаоних структура које могу бити преко 40 m (130 ft) високе и дугачак 80 m (260 ft). Хиперболоидни расхладни торњеви се често повезују са нуклеарним електранама, иако се такође користе у многим електранама на угаљ и донекле у неким великим хемијским и другим индустријским постројењима. Парна турбина је оно што захтева расхладни торањ. Иако су ови велики торњеви веома проминентни, велика већина расхладних торњева је много мања, укључујући многе јединице инсталиране на зградама или близу њих за испуштање топлоте из клима уређаја. Такође се често сматра да расхладни торњеви емитују дим или штетна испарења, док у стварности емисије из тих торњева углавном не доприносе угљеничном отиску, већ се састоје искључиво од водене паре.

## Историја
Расхладни торњеви су настали у 19. веку развојем кондензатора за употребу са парном машином. Кондензатори користе релативно хладну воду, на разне начине, за кондензацију паре која излази из цилиндара или турбина. Ово смањује повратни притисак, што заузврат смањује потрошњу паре, а тиме и потрошњу горива, док истовремено повећава снагу и рециклира котловску воду. Међутим, кондензаторима је потребан довољан довод расхладне воде, без кога су непрактични. Иако употреба воде није проблем код бродских мотора, она представља значајно ограничење за многе копнене системе.
До почетка 20. века, неколико испаривачких метода рециклирања расхладне воде било је у употреби у подручјима којима недостаје адекватно снабдевање водом, као и на урбаним локацијама где општински водоводи често нису довољно снабдевени; поуздано у време потражње; или на други начин довољно за задовољавање потреба за хлађењем. У областима са расположивим земљиштем, системи су попримили облик расхладног резервоара; у областима са ограниченим земљиштем, попут градова, они су имају облик расхладних торњева.
Ови рани торњеви били су постављене на крововима зграда или као самостојеће грађевине, које су вентилатори снабдевали ваздухом или су се ослањали на природни проток ваздуха. Један амерички инжењерски уџбеник из 1911. године описао је један дизајн као „кружну или правоугаону шкољку од лагане плоче - попут димњачке конструкције која је знатно вертикално скраћена (висока од 20 до 40 стопа) и веома увећан бочно. На врху се налазе разводна корита у која се мора пумпати вода из кондензатора; из њих се она спушта преко „простирки“ од дрвених летви или плетених жичаних паравана који испуњавају простор у кули.“
Хиперболоидни расхладни торањ патентирали су холандски инжењери Фредерик ван Итерсон и Герард Кујперс 1918. године. Први хиперболоидни расхладни торњеви изграђени су 1918. године у близини Херлена. Први у Уједињеном Краљевству изграђени су 1924. године у електрани Листер Дриве у Ливерпоолу, у Енглеској, за хлађење воде која се користи у електрани на угаљ. Процењује се да ће потрошња расхладне воде у унутрашњој преради и електранама смањити расположивост електричне енергије већине термоелектрана до 2040–2069.
Према извештају Института за гасну технологију (ГТИ), Мајсоценков циклус (М-циклус) за индиректно хлађење тачке росе је теоретски исправан метод смањења температуре течности до тачке росе која је нижа од њене температуре влажног термометра. М-циклус користи потенцијалну енергију доступну од латентне топлоте воде која испарава у ваздух. Иако је његова тренутна манифестација као М-Цицле HMX за климатизацију, кроз инжењерски дизајн овај циклус би се могао применити као уређај за рекуперацију топлоте и влаге за уређаје за сагоревање, расхладне торњеве, кондензаторе и друге процесе који укључују токове влажног гаса.
Процењује се да ће потрошња воде за хлађење у постројењима за унутрашњу прераду и у електранама смањити расположивост електричне енергије за већину термоелектрана до 2040. до 2069. године. Године 2021, истраживачи су представили методу за поновно хватање паре. Пара се наелектрише помоћу јонског снопа, а затим се хвата у жичану мрежу супротног наелектрисања. Чистоћа воде је премашила ЕПА стандарде за воде пиће.

## Расхладна вода
Расхладна вода има у модерној погонској техници врло важну улогу. Рафинерије, челичане, гасне турбине, нуклеарни реактори, итд. не могу у својој функцији деловати без рашладне воде. Свака машина, која ослобађа топлотну енергију, троши расхладну воду. Под расхладном водом се подразумева вода која има улогу медија за одвођење топлоте код технолошких процеса. Пред индустријску расхладну воду се постављају данас потпуно одређени захтеви у погледу њеног састава. Практичко нема на располагању воде, која би идеално у потпуности одговарала тим захтевима. Стога је нужна припрема и обрада воде која се користи у расхладне сврхе.

## Врсте расхладних торњева
Расхладни торњеви се деле према типу струјања (природна или механичка циркулација) и према смеру струјања ваздуха (кружно или противсмерно). Расхладни торњеви с присилном циркулацијом (механичком) се још могу поделити на притисне и индуковане.

### Расхладни торњеви с природном циркулацијом
Расхладни торњеви с природном циркулацијом се понекад и зову хиперболичним торњевима због свог карактеристичног облика и функционисања торња. Њима није потребан вентилатор зато што су дизајнирани на начин да искористе разлику у густини између ваздуха који улази у торањ и топлијег ваздуха унутар самог торња.
Топао и влажан ваздух унутар торња је мање густине и он се подиже према горе, док се хладан и гушћи ваздух спушта према доњем делу торња. Разлог за велику висину расхладног торања (до 200м) је што је потребно остварити адекватно струјање ваздуха. Расхладни торњеви с природном циркулацијом могу имати противструјно или кружно струјање ваздуха. Морају имати елиминатор капљица како мање капљице не би отишле са струјом ваздуха. Због губитка воде потребно је додавати свежу воду. Пунило торња има летвице разних облика које успоравају падање воде и повећавају површину размене, а циљ им је да се интензивира интеракција воде и ваздуха, а при томе термодинамички не учествују у процесу. Учинак торња зависи само од енталпије ваздуха, а не од температуре.

### Расхладни торњеви с присилним струјањем
Расхладни торњеви с присилним струјањем користе вентилатор за струјање ваздуха према дну торња. Струјање вазудха може бити индуковано и притисно. Могу се још поделити на расхладне торњеве с кружним и противсмерним струјањем. Скоро сви расхладни торњеви с присилном циркулацијом су протусмерни. Они дају поузданији проток ваздуха и тиме је ефикасност већа. Снага вентилатора је сразмерно мала с обзиром на измењени топлотни ток (1:100), али код постројења од нпр. 100 000 kW била би потребна снага вентилатора од 1000 kW што је јако пуно, те се у то случају прелази на рашладне торњеве с природним струјањем. Карактеришу их мање димензије измјењивачке површине и нижа излазна температура медија који се хлади, те укупне мање димензије.
Топлотни учинак расхладног торња пре свега зависи од температуре влажног термометра ваздуха. Температура сувог термометра и релативна влажност имају незнатан утицај на топлотни учинак расхладних торњева с присилним струјањем, али утичу на количину испарене воде унутар расхладног торња. Загрејавање ваздуха може се поделити на осетни део и на латентни део топлоте коју ваздух преузима хлађењем воде. Ако се улазном ваздуху повећава температура сувог термометра, уз непромењену температуру влажног термометра, укупна размена топлоте остаје иста, али се мења однос измењене осетне и латентне топлоте.

### Кружни расхладни торањ
Код кружних расхладних торњева ваздух попречно струји на воду која се цеди кроз пунило. Вентилатор је смештен низ струју ваздуха у односу на испуну торња, на излазу ваздуха при врху уређаја. Испуна се налази у нивоу с улазима ваздуха. Ваздух улази у торањ кроз бочне жалузије и струји водоравно кроз испуну и елиминатор капи. Ваздух се затим усмерава према горе и излази при врху уређаја. Вода се распршује из сапница, пада преко испуне и долази до кружног струјања воде и струје ваздуха. Кружни расхладни торањ с индукованим струјањем има повећану површину за улаз ваздуха. Услед кружног струјања, овакав торањ може бити знатно нижи од противсмерног торња. Негативна страна те имплементације је повећан ризик од рециркулације истрошеног ваздуха из торња.

## Класификација према употреби

### Грејање, вентилација и климатизација (HVAC)
HVAC (грејање, вентилација и климатизација) расхладни торањ се користи за одлагање („одбацивање“) нежељене топлоте из расхладних уређаја. Расхладни уређаји хлађени течношћу су обично енергетски ефикаснији од расхладних уређаја са ваздушним хлађењем због одбацивања топлоте у воду у торњу на или близу температурама влажног термометра. Расхладни уређаји са ваздушним хлађењем морају да одбијају топлоту на вишој температури сувог термометра, и стога имају нижу просечну ефикасност обрнутог Карноовог циклуса. У областима са топлом климом, велике пословне зграде, болнице и школе обично користе један или више расхладних торњева као део својих система за климатизацију. Генерално, индустријски расхладни торњеви су много већи од HVAC торњева. При HVAC употреби расхладног торња упарује расхладни торањ са расхладним средством или кондензатором хлађеним течношћу. Тона клима уређаја се дефинише као уклањање 12.000 BTU/h (3,5 kW). Еквивалентна тона на страни расхладног торња заправо преноси око 15.000 BTU/h (4,4 kW) због додатног еквивалента отпадне топлотне енергије потребне за погон компресора расхладног уређаја. Ова еквивалентна тона се дефинише као одбацивање топлоте при хлађењу 3 америчка галона у минути (11 литара у минути) или 1.500 lb/h (680 kg/h) воде за 10 °F (5,6 °C), што износи 15.000 BTU/h (4,4 kW), под претпоставком да је коефицијент перформанси расхладног уређаја 4,0. Овај коефицијент је еквивалентан односу енергетске ефикасности (ЕЕР) од 14.
Расхладни торњеви се такође користе у HVAC системима који имају више извора воде топлотних пумпи које деле заједничку водену петљу. У овом типу система, вода која циркулише унутар водене петље уклања топлоту из кондензатора топлотних пумпи кад год топлотне пумпе раде у режиму хлађења, тада се расхладни торањ који је постављен споља користи за одвођење топлоте из водене петље и одбацивање у атмосферу. Насупрот томе, када топлотне пумпе раде у режиму грејања, кондензатори извлаче топлоту из воде у петљи и преносе је у простор који се загрева. Када се водена петља користи првенствено за довод топлоте у зграду, расхладни торањ се обично гаси (и може се дренирати или припремитз за зимовање да би се спречила оштећења од смрзавања), а топлота се снабдева на други начин, обично из засебних котлова.

### Индустријски расхладни торњеви
Индустријски расхладни торњеви се могу користити за уклањање топлоте из различитих извора као што су машине или загрејани процесни материјал. Примарна употреба великих индустријских расхладних торњева је уклањање топлоте апсорбоване у циркулишућим системима расхладне воде који се користе у електранама, рафинеријама нафте, петрохемијским постројењима, постројењима за прераду природног гаса, погонима за прераду хране, полупроводничким постројењима и другим индустријским постројењима као што су у кондензатори дестилационих колона, за хлађење течности у кристализацији, итд. Брзина циркулације расхладне воде у типичној електрани на угаљ од 700 MW са расхладним торњем износи око 71.600 кубних метара на сат (315.000 америчких галона у минути), а циркулишућа вода захтева допуну воде за снабдевање од можда 5 процената (тј. 3.600 кубних метара на сат, што одговара једном кубном метру сваке секунде).
Да та иста фабрика није имала расхладни торањ и користила једнократну расхладну воду, било би неопходно око 100.000 кубних метара на сат. Велики унос расхладне воде обично убија милионе риба и ларви годишње, јер ти организми бивају заваћени на уносним екранима. Велика количина воде би се морала континуирано враћати у океан, језеро или реку из којих је добијена и континуирано поново снабдевати у постројење. Штавише, испуштање великих количина топле воде може подићи температуру пријемне реке или језера на неприхватљив ниво за локални екосистем. Повишене температуре воде могу да убију рибу и друге водене организме (погледајте термално загађење), или такође могу да изазову пораст непожељних организама као што су инвазивне врсте зебрасте дагњи или алге.
Уместо тога, расхладни торањ служи за одвођење топлоте у атмосферу, тако да ветар и дифузија ваздуха шире топлоту на много већу површину него што топла вода може да дистрибуира топлоту у воденом телу. Вода за хлађење испаравањем се не може користити у накнадне сврхе (осим негде за кишу), док се расхладна вода само на површини може поново користити. Неке електране на угаљ и нуклеарне електране које се налазе у приобалним подручјима користе једнократну океанску воду. Али чак и тамо, излаз за испуштање воде на мору захтева веома пажљив дизајн како би се избегли проблеми са животном средином.
Рафинерије нафте могу такође имати веома велике системе расхладних торњева. Типична велика рафинерија која прерађује 40.000 метричких тона сирове нафте дневно (300.000 bbl (48.000 m3) дневно) циркулише око 80.000 кубних метара воде на сат кроз свој систем расхладног торња.
Највиши расхладни торањ на свету је 210 m (690 ft) висок расхладни торањ Пингшан II електране у Хуајбеју, провинција Анхуи, Кина.

## Проблеми који настају у расхладним системима
Вода се користи у системима за хлађење као медиј за пренос топлоте, а често и као коначна тачка за одбацивање топлоте у атмосферу путем испаравања унутар расхладних торњева. Проблеми који настају у расхладним системима се могу поделити у три главне групе: корозија, каменац, и развој микроорганизама и алги. Корозија скраћује животни век компоненти расхладног система и узрокује пропуштање радне материје или расхладне воде за измењиваче топлоте. Такође узрокује проблеме као што је смањење делотворности измењивача топлоте и смањење проточне количине воде или радне материје. Када у измењивачима топлоте долази до таложења каменца и облагања муља, не само што се смањује ефикасност измењивача, већ долази и до стварања опште корозије испод слоја талога.
Ови се проблеми ретко јављају сами и обично се појављују у комбинацији једно с другим. Најчешће се јављају у отвореним рециркулирајућим расхладним торњевима јер су чврсте материје растворене у расхладној води концентрисане испаравањем воде.